# Gidon Kremer
Gidon Kremer, em letão: Gidons Krēmers (Riga, 27 de fevereiro de 1947) é um violinista e maestro letão. Em 1980 deixou a União Soviética para viver na Alemanha.

## Biografia
Kremer nasceu em Riga (então parte da União Soviética, hoje capital da Letónia), numa família de origem judaico-alemã. O seu pai era um sobrevivente do Holocausto. Começou a tocar violino aos quatro anos, tendo aulas do pai e avô, ambos violinistas profissionais. Estudou na Escola de Música de Riga e com David Oistrakh no Conservatório de Moscovo. Em 1967 ganhou o terceiro prémio no Concurso Rainha Elisabeth de Bruxelas. Em 1969 conseguiu o segundo prémio no Concurso Internacional de Violino de Montreal, seguido pelo primeiro prémio no Concurso Paganini de Génova. Finalmente, conseguiu o primeiro prémio do Concurso Internacional Tchaikovski de Moscovo em 1979.
O seu primeiro concerto na Europa Ocidental foi na Alemanha em 1975, seguido por atuações no Festival de Salzburgo de 1976 e na cidade de Nova Iorque em 1977. Em 1981 fundou um festival de música de câmara em Lockenhaus, Áustria, pondo especial interesse em obras novas e não convencionais. Desde 1992 o festival conhece-se como "Kremerata Música". Em 1996 fundou a orquestra de câmara Kremerata Báltica, formada por músicos jovens da região do Báltico. Kremer foi também diretor artístico do festival "Art Projekt 92" em Munique e dirige o festival Musiksommer Gstaad na Suíça.
Kremer é famoso pelo amplo repertório, que compreende desde Antonio Vivaldi e J. S. Bach até compositores contemporâneos. Tem dado a conhecer obras de compositores como Astor Piazzolla, George Enescu, Philip Glass, Alfred Schnittke, Leonid Desyatnikov, Alexander Raskatov, Alexander Voustin, Lera Auerbach, Pēteris Vasks, Arvo Pärt, Roberto Carnevale e John Adams. Entre os muitos compositores que lhe têm dedicado obras contam-se Sofia Gubaidulina (Offertorium) e Luigi Nono (A distância nostálgica utópica futura). Tocou com Valery Afanassiev, Martha Argerich, Oleg Maisenberg, Mischa Maisky, Yuri Bashmet e Vadim Sakharov. Tem extensa discografia com a Deutsche Grammophon, para a qual grava desde 1978; gravou também para a Philips, Decca, ECM e Nonesuch Records.

## Outros
Kremer tem um violino Guarneri del Gesù de 1730 e um Stradivari de 1734, conhecido como  "Baron Feititsch-Heermann". Atualmente toca um Nicolò Amati de 1641.